# 地名駅
地名駅（じなえき）は、静岡県榛原郡川根本町地名にある、大井川鐵道大井川本線の駅である。

## 歴史
- 1930年（昭和5年）7月16日：開業。
- 2022年（令和4年）9月24日：台風15号による土砂災害のため休止[1]。

## 駅構造
島式ホーム1面2線をもつ、列車交換の可能な地上駅である。駅自体は無人だが、駅向かいのタバコ屋で乗車券を販売している簡易委託駅となっている。木造駅舎を有する。

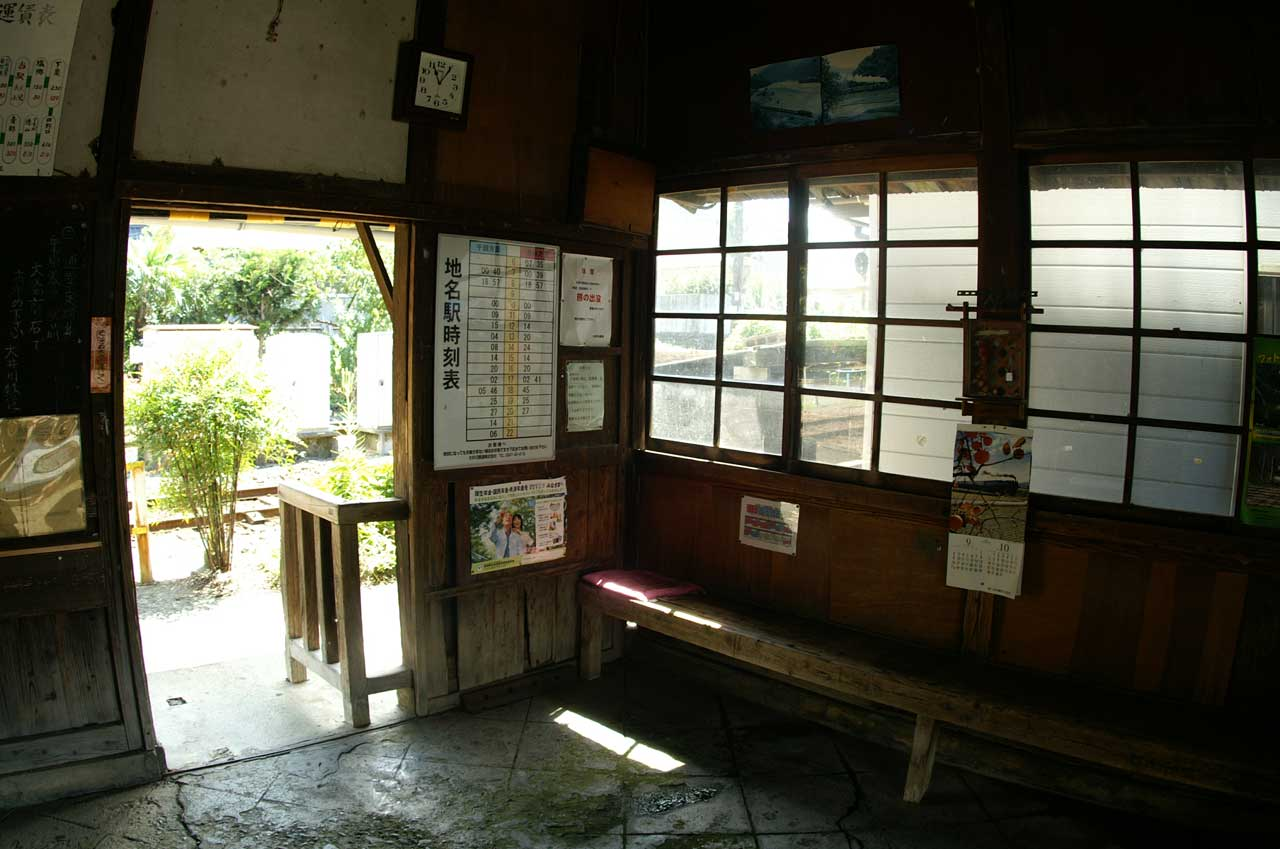
駅舎内部
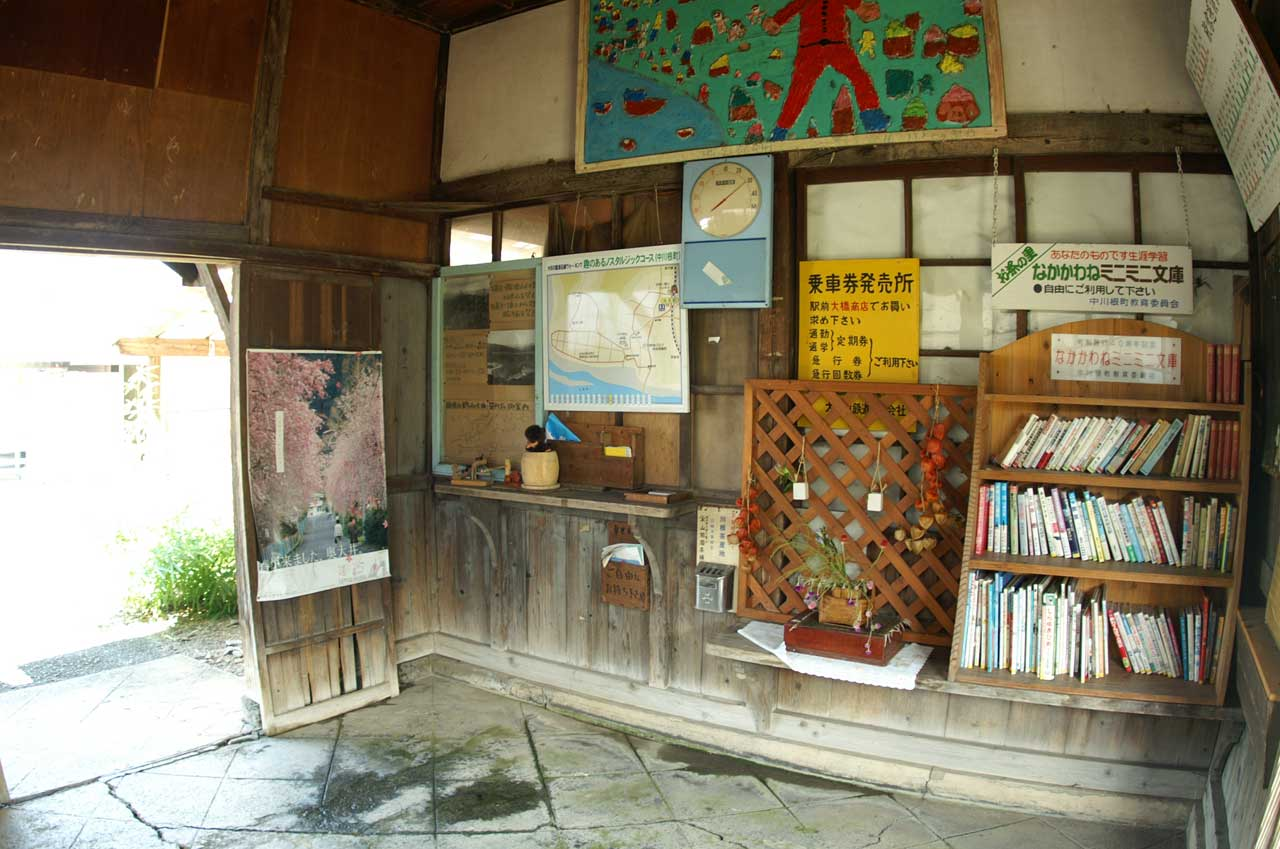
駅舎内部
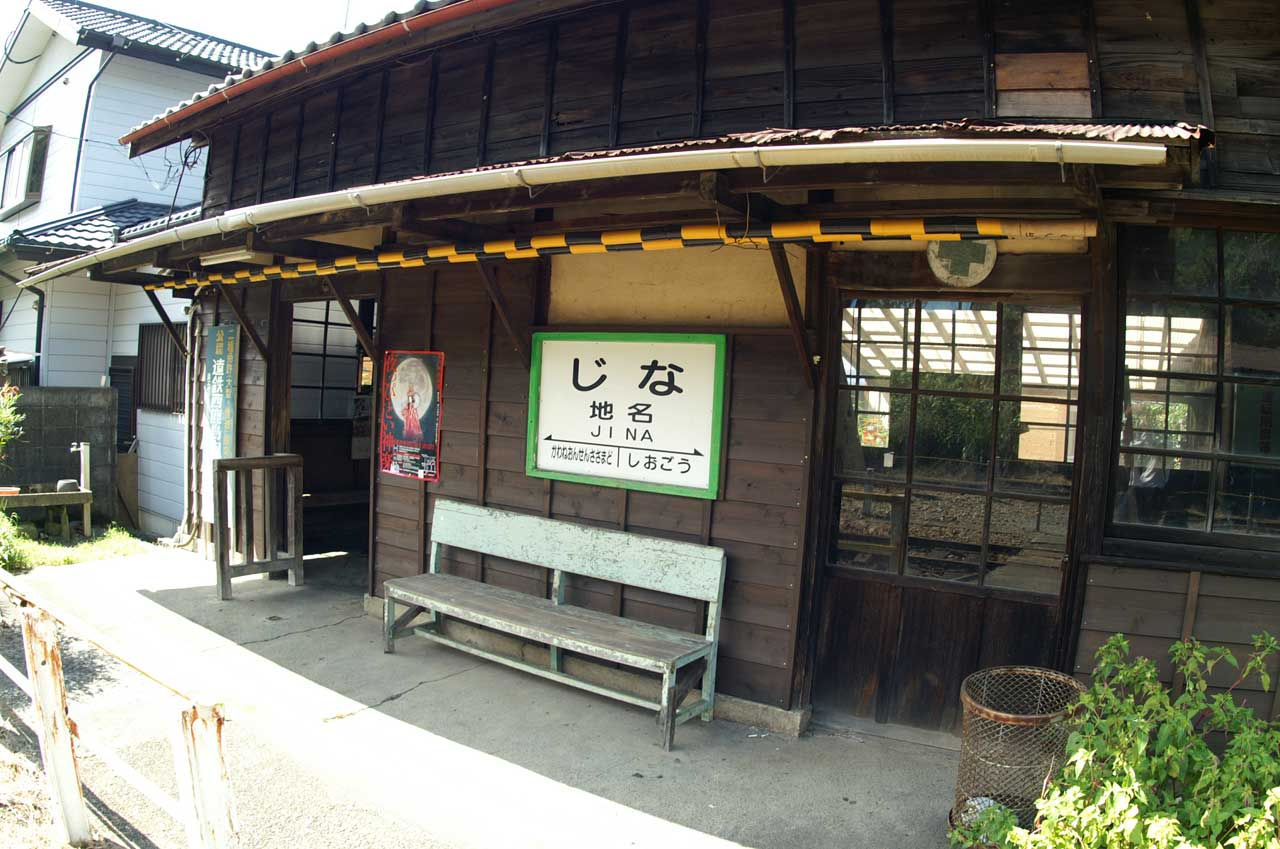
駅舎（ホーム側から）
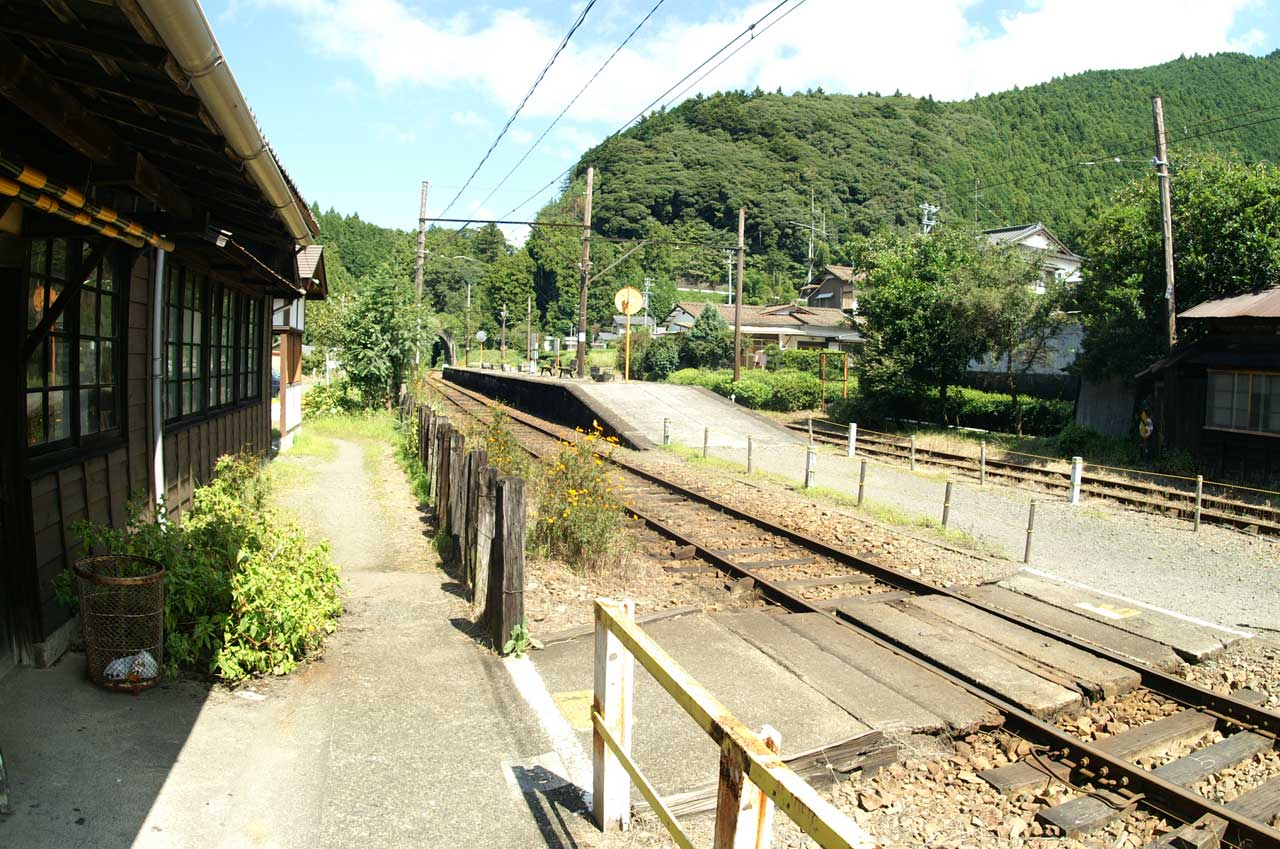
ホーム

## 利用状況
- 2007年度の1日平均乗車人員は27人（静岡県統計年鑑による）

## 駅周辺

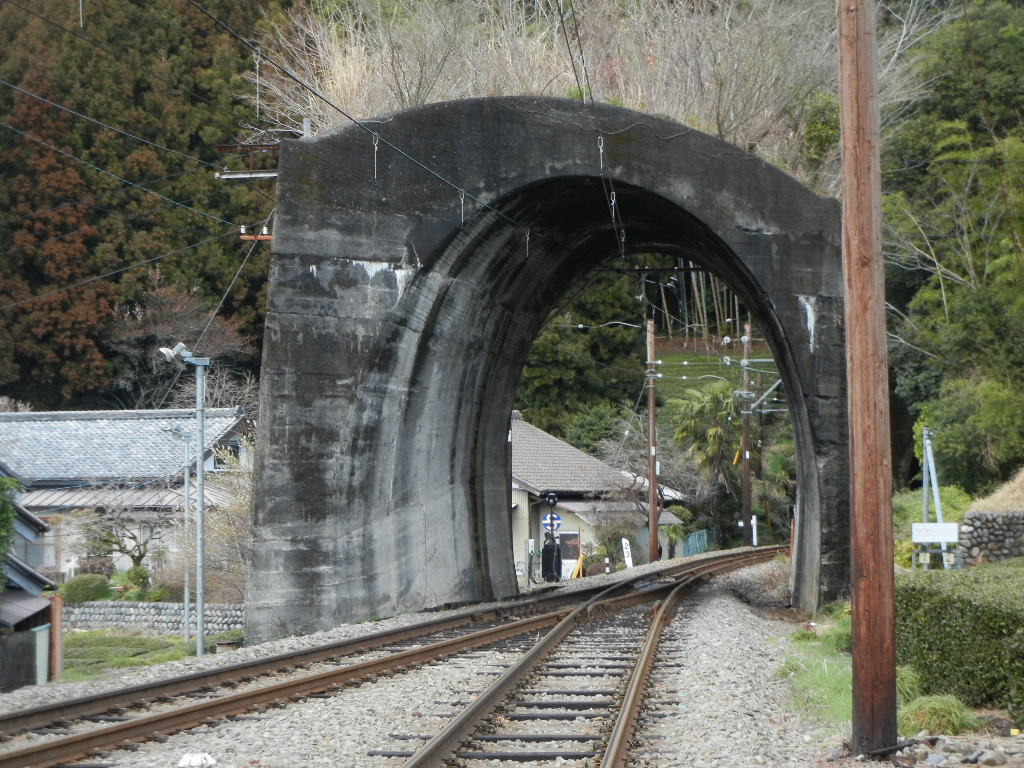
川根電力索道用保安隧道

- 川根電力索道用保安隧道

駅北側（千頭駅側）には全長約11メートルの非常に短いトンネル状構造物（シュラウド）がある。線路上をまたいでいた貨物索道から線路を保護するために建設されたが、1930年代末に索道は廃止され、トンネル部分のみが残存する格好になっている。駅構内には「日本一短いトンネル？」と称してこのトンネルの案内看板が設置されている（実際には全長8.7メートルの呉線川尻トンネルを始め、これより短いトンネルがいくつか存在する）。なお、駅南側（金谷駅側）にも同様のトンネルがあったが、こちら側は天井部分が切り崩され、側面の擁壁だけ残存している。
- 国道473号
- 静岡県道77号川根寸又峡線
- 七曲りパラグライダーパーク[2]

## 隣の駅
大井川鐵道
■大井川本線
川根温泉笹間渡駅 - 地名駅 - 塩郷駅